# Ordona
Ordona – miejscowość i gmina we Włoszech, w regionie Apulia, w prowincji Foggia.
Według danych na rok 2004 gminę zamieszkiwały 2524 osoby, 64,7 os./km².